# Няндути

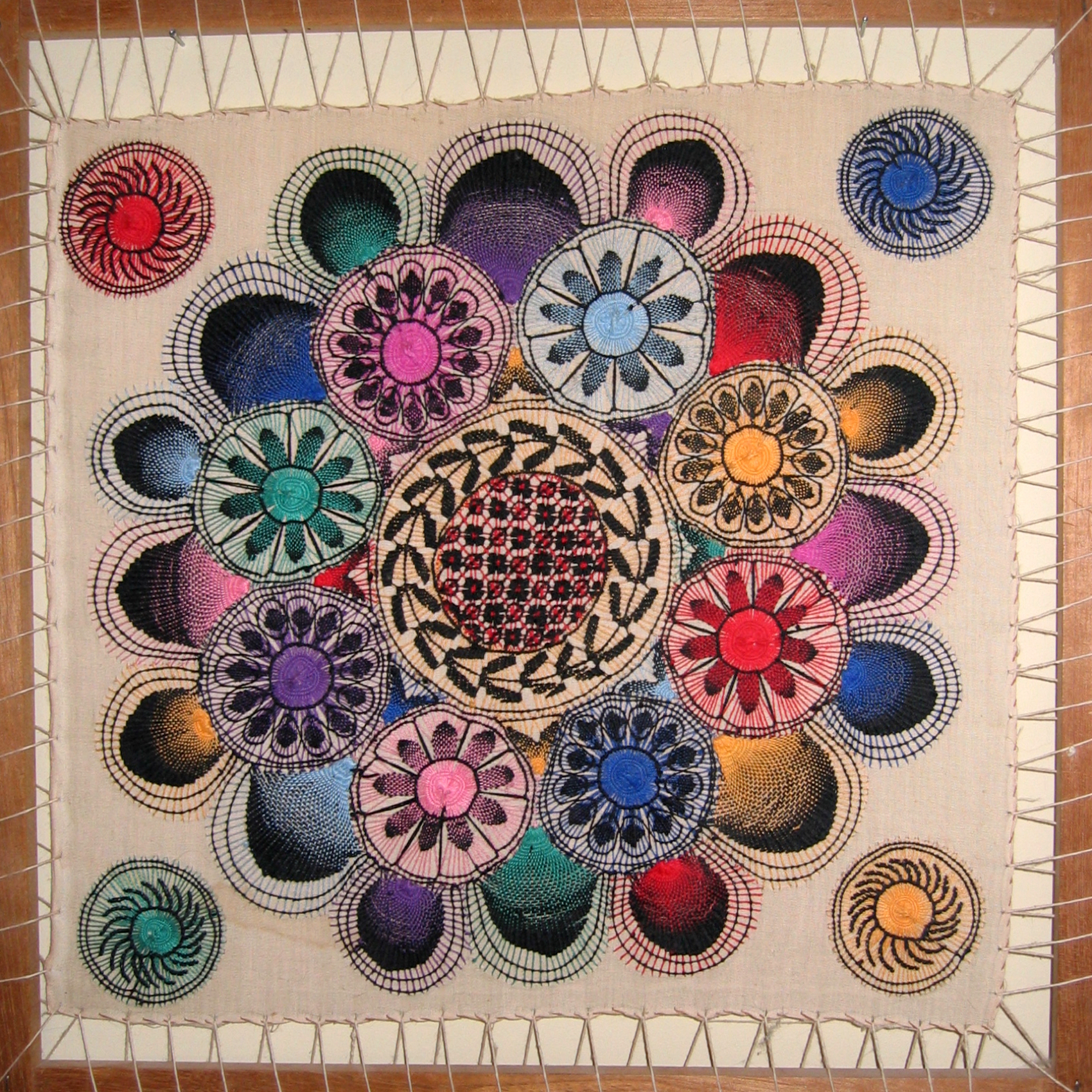
Кружева няндути из Асунсьона (Парагвай)

Няндути́ (Ñandutí) — традиционные парагвайские вышитые кружева. Происходят от кружев острова Тенерифе, но отличаются от них использованием цветных нитей и техникой плетения. Няндути на языке гуарани, одном из официальных языков и одновременно языке коренного народа Парагвая, означает «паутина».
Основное отличие няндути от техники тенерифе состоит в том, что кружева тенерифе плетутся небольшими частями на специальных приспособлениях и затем соединяются в большое полотно. Кружева няндути плетутся на натянутой на рамку ткани (на ней нанесены контуры будущего рисунка), которую удаляют после завершения работы. Таким образом сразу создаются большие красочные полотна.

## Легенда о происхождении няндути

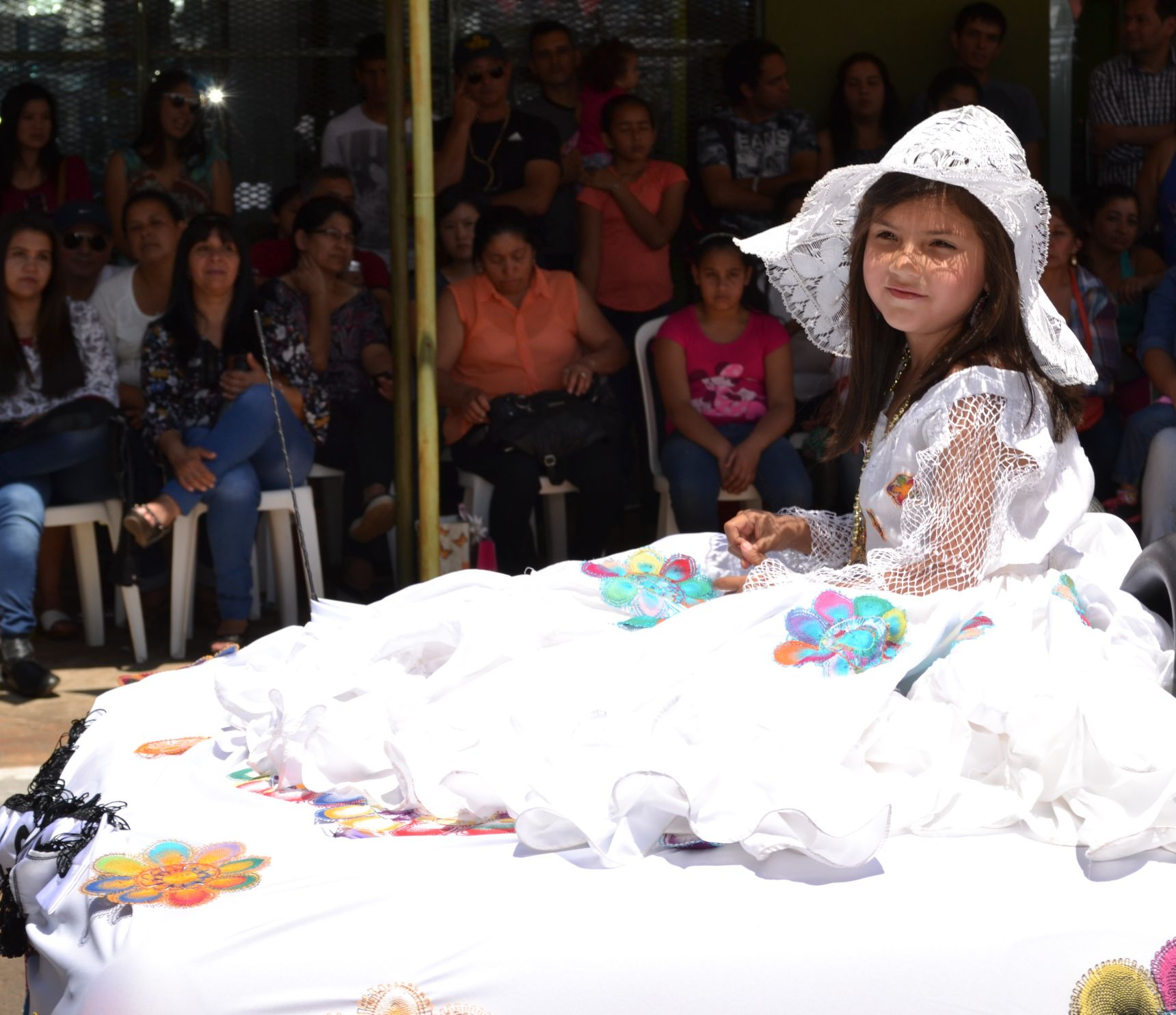
Девушка, одетая в платье из кружев няндути

Крупный землевладелец, чтобы выбрать жениха для своей красавицы-дочери, за которой увивалось множество женихов, учредил конкурс: кто принесет самый удивительный подарок, тот и женится на его дочери.
Один влюбленный в девушку бедный юноша пошёл искать подарок в лес и там увидел красивую паутину, на которой роса под солнцем переливалась тысячами цветов. Он попробовал взять её в руки, но паутина разрушилась от самого легкого прикосновения. Удручённый юноша, придя домой, рассказал об этом матери. Мать, желая помочь сыну, пошла в лес посмотреть на паутину и решила, что может создать такую же красоту сама. Не найдя подходящих ниток, она использовала вместо них свои седые длинные волосы. Принеся в подарок первые кружева-няндути, юноша смог жениться на любимой.